# ハナカツミ
ハナカツミは、『万葉集』を始め、古くから和歌などに多く詠まれた花の名称である。後に陸奥国の安積沼と結びつけられ、能因法師、前田利益、松尾芭蕉などが考察し、現地を訪れて探したことで知られるが、古来どの植物を指しているのかいまだ不明であり、長く論議となっている。

## 諸説
平安時代中期の歌人能因法師はイネ科のマコモをハナカツミとしているが、定説とはなっていない。
戦国時代の武将でありつつ、風流人でもあった前田利益が関ヶ原の戦い後、畿内から出羽国米沢への旅道中に安積沼に立ち寄り、「此沼のかきつばたなり」と疑わず道中記『前田慶次道中日記』に記している。
松尾芭蕉は著作『奥の細道』中で、「かつみ、かつみと尋ね歩き」と、同地で日が暮れるまで尋ね歩いたが、結局「更に知る人なし」と記しており、結論を得なかった。
高澤等は四条家で用いた田字草紋が「花かつみ紋」と称されたことなどから、デンジソウを花勝見として論考している。
愛知県阿久比町などはノハナショウブをハナカツミとして紹介している。
一方、かつて安積沼があった福島県郡山市ではヒメシャガがハナカツミとされ、1877年（明治9年）の明治天皇の巡幸ではハナカツミを見たいという天皇の希望によりヒメシャガが叡覧に供された他、1974年（昭和49年）には郡山市がヒメシャガをハナカツミとして市の花に指定し、芭蕉と曾良がハナカツミを探し歩いた安積山にはヒメシャガが植えられた。

## 詠まれた歌など
万葉集
をみなへし 佐紀沢に生ふる 花かつみ かつても知らぬ 恋もするかも（4巻675　中臣女郎）
古今和歌集
みちのくの あさかのぬまの 花かつみ かつ見る人に こひやわたらむ（巻第14恋歌4・677　読人不知）